# Sidi Ali Amhaouch
 (janvier 2018).
Sidi Ali Amhaouch (1844-1918) ou le guerrier, chef religieux marocain descendant d'une lignée guerriere (de Sidi Boubker Amhaouch Addilaï (1536-1612, Sidi Boubcher en tamazight) connu pour son solide passé de résistance anti-occupation et pour la liberation du Haut et du Moyen Atlas fief de la Zaouïa des Imhaouchens, cette Zaouïa est située dans la région de Khénifra entre Tighassaline et Lakbab et demeure encore sur les lieux depuis 1666/1667 elle avait été toujours acquise au regime des Alaouites sous  le règne des sultans  Moulay Chérif Ben Ali et Moulay Rachid Ier (1666-1672).
La Zaouia Dilaiya الزاوية الدلائية fut créée en 1566 selon Mohamed Hajji dans son œuvre "La Zaouïa Dilaiya son rôle religieux, scientifique et politique", son influence avait dépassé les frontières de Khénifra.
Sidi Boubker Amhaouch est originaire de Majjat tribu Sanhajie ( Haute Moulouya ) et ses ancetres sont originaire des saints lieux de l'islam.